# هوک (عشق‌آباد)
هوک، روستایی در دهستان چاه مسافر بخش کوه یخاب شهرستان عشق‌آباد در استان خراسان جنوبی ایران است.

## جمعیت
بر پایه سرشماری عمومی نفوس و مسکن در سال ۱۳۹۵، جمعیت این روستا برابر با ۳۲ نفر (۷ خانوار) بوده است.